# MICHAEL

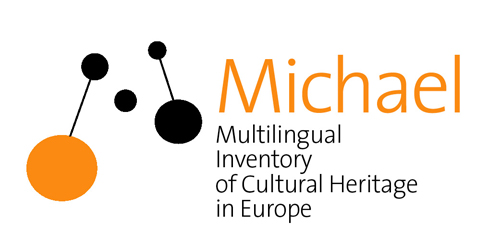
Logo portalu

MICHAEL – portal zapewniający prosty i szybki dostęp do wielu cyfrowych i zdigitalizowanych kolekcji należących do muzeów, bibliotek i archiwów w różnych krajach Europy. Nazwa jest akronimem angielskiej nazwy Multilingual Inventory of Cultural Heritage in Europe (Wielojęzyczny Katalog Kulturowego Dziedzictwa w Europie).

## Charakter portalu
MICHAEL jest katalogiem kolekcji zawierających materiał cyfrowy, przeważnie pochodzący z muzeów, bibliotek i archiwów. Opisane zostały w nim wszystkie rodzaje dziedzictwa kulturowego, włączając w to informację na temat fizycznych obiektów które zostały zdigitalizowane (tj. fotografie, dokumenty archiwalne, mapy, przedmioty, zabytki archeologiczne), jak również materiały stworzone od początku z użyciem narzędzi cyfrowych (nagrania dźwiękowe, nagrania wideo, wyniki badań naukowych).
Kolekcje są opisywane przez osoby zatrudnione w instytucjach kultury, lub w niektórych przypadkach przez osoby pracujące dla lokalnych lub narodowych instytucji kultury. Rekordy zawierają szczegółowe dane na temat rodzaju dostępnego materiału cyfrowego, tematyki, istotnych powiązań (na przykład ze znanymi ludźmi lub wydarzeniami), instytucji odpowiedzialnej za przechowywanie materiałów i sposobu dostępu – w większości przypadków zasoby są dostępne online, ale materiały dostępne tylko offline są również odnotowywane.

## Portale narodowe i portal ogólnoeuropejski
Katalog MICHAEL jest dostępny za pośrednictwem europejskiego portalu kulturowego, w którym znajdują się połączone informacje z katalogów przygotowanych w poszczególnych krajach Unii Europejskiej uczestniczących w projekcie. W chwili obecnej w europejskim serwisie MICHAEL jest dostępna treść z trzech portali narodowych – francuskiego, włoskiego i angielskiego. Katalogi z trzynastu kolejnych krajów – w tym Polski – powinny być dostępne w 2008 r.
Oprócz ogólnego portalu każdy kraj przygotowuje własny portal narodowy, w którym umieszcza kolekcje z danego kraju lub z nim związane.

## Administracja
Projekt MICHAEL jest finansowany przez Komisję Europejską w ramach programu eTEN. W początkowej fazie projektu, rozpoczętej w 2004, uczestniczyły w nim trzy kraje: Francja, Włochy i Wielka Brytania. W drugim etapie, w czerwcu 2006, dołączyło do niego 11 kolejnych krajów Unii Europejskiej: Czechy, Finlandia, Grecja, Hiszpania, Holandia, Malta, Niemcy, Polska, Portugalia, Szwecja i Węgry. Ostatnio w projekt włączyła się również społeczność flandryjska z Belgii i Estonia.
W celu kontynuacji i rozwoju działania portalu, w czerwcu 2007 powstało stowarzyszenie MICHAEL-Culture AISBL.